# Цементник (Кам'янець-Подільський)
Цементник  — український футбольний клуб з міста Кам'янець-Подільський Хмельницької області. У сезоні 1993/94 років виступав в аматорському чемпіонаті України.

## Історія
Футбольний клуб «Цементник» засновано у XX столітті в місті Кам'янець-Подільський. З початку свого існування клуб виступав у регіональних футбольних турнірах. У 1977 році клуб з Кам'янця-Подільського дебютував у чемпіонаті УРСР серед КФК. У 2-ій зоні «Цементник» зіграв 22 матчі, посів передостаннє 11-те місце та не потрапив до фінального раунду. Наступна поява команди в республіканських турнірах припала на 1983 рік, коли «Цементник» взяв участь у Кубку республіканської ради ДСТ «Авангард» на приз «Спортивної газети». Команда з Кам'янця-Подільського зіграла на вище вказаному турнірі 1 матч, в 1/4 фіналу проти соснівського «Шахтаря», в якому поступилася з рахунком 0:4 та вибула з подальшого розіграшу. За радянських часів в обласних змаганнях клуб не досягнув особливого успіху. Можна лише виділити бронзові нагороди обласного чемпіонату 1976 та 1981 року.
Після проголошення Україною незалежності колектив з Кам'янця-Подільського продовжив виступати в обласних турнірах. У сезоні 1993/94 років комана стартувала в аматорському чемпіонаті України. Однак дебют на загальнонаціональному рівні виявився невдалим. У 2-ій зоні «Цементник» не здобувши жодної перемоги посів останнє 12-те місце в зональному турнірі та припинив подальшу боротьбу в чемпіонаті. Після цього команда виступала виключно в обласних змаганнях. У 1998 році «Цементник» досяг найбільшого успіху в історії клубу. У фінальному поєдинку кубку Хмельницької області 1998 року команда з Кам'янець-Подільського з рахунком 2:0 обіграла СК (Старокостянтинів).

## Досягнення
- Чемпіонат Хмельницької області
  -  Бронзовий призер (2): 1976, 1981

- Кубок Хмельницької області
  -  Володар (1): 1998

## Відомі гравця
- Андрій Грищенко
- Андрій Кирлик
- / Микола Лахмай
- / Володимир Микитюк
- Олександр Петров
- Руслан Скидан
- / Володимир Федоченко